# Judaísmo em Cuba

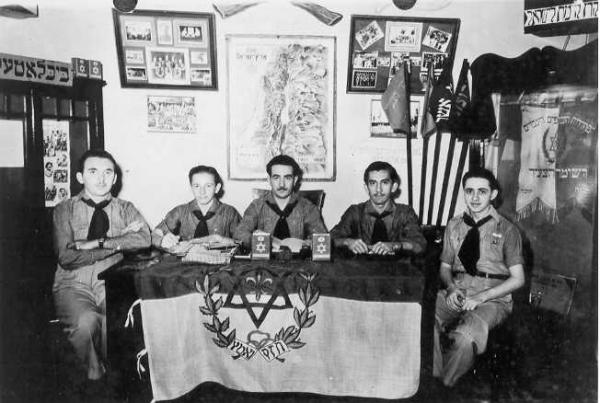
A liderança de Hashomer Hatzair em Havana, Cuba

Marranos convertidos ao cristianismo colonizaram Cuba e depois da Revolução Cubana tomaram consciência de serem judeus cubanos desde 1906 quando se fundou a primeira organização deste tipo no território. Atualmente há 1500 judeus no país. A revolução não perseguiu a etnia judia embora membros da classe média técno-industrial foram servir em trabalhos forçados. O país só possui uma sinagoga na capital Havana. Inúmeros judeus serviram a Revolução em 1959.